# Mischordnung
Mischordnung bedeutet die Vermischung signifikanter Elemente oder Eigenschaften der antiken Säulenordnungen. Dieses vor allem im hellenistischen Kleinasien sehr verbreitete Phänomen zeigt sich meistens als Kombination dorischer und ionischer Bauteile, zu den frühesten Beispielen hierfür zählen die spätklassischen Kultbauten von Labraunda (Kleinasien). Aber auch die toskanische (Bsp. Zeus-Tempel von Pergamon) und korinthische Ordnung (Bsp. Augustus-Tempel auf der Nil-Insel Philae) wurden in Mischordnungen modifiziert. Die Bedeutung der Mischordnungen ist unklar, da die antiken Schriftquellen darüber schweigen, in vielen Fällen sieht die Forschung kulturelle oder politische Bezugnahmen.